# Oldsmobile 442
Oldsmobile 442 —  muscle car американської автомобільної марки Oldsmobile (General Motors) що виготовлявся в 1964—1991 рр. (з перервами). Його додаткове позначення 442 означає його 4-камерний карбюратор, його 4-ступеневу коробку передач і його вихлопну систему на 2 труби. 
442 був вперше представлений як стайлінг-пакет моделі 1964 року й був заснований на моделі базі Oldsmobile Cutlass або Oldsmobile F-85. З 1968 по 1971 був перейменований в 442 як окрема модель, але тоді, у свою чергу позиціонується як чисто модифікація. Oldsmobile відродив ім'я 442 в 1980-х на основі задньоприводного Cutlass Supreme.

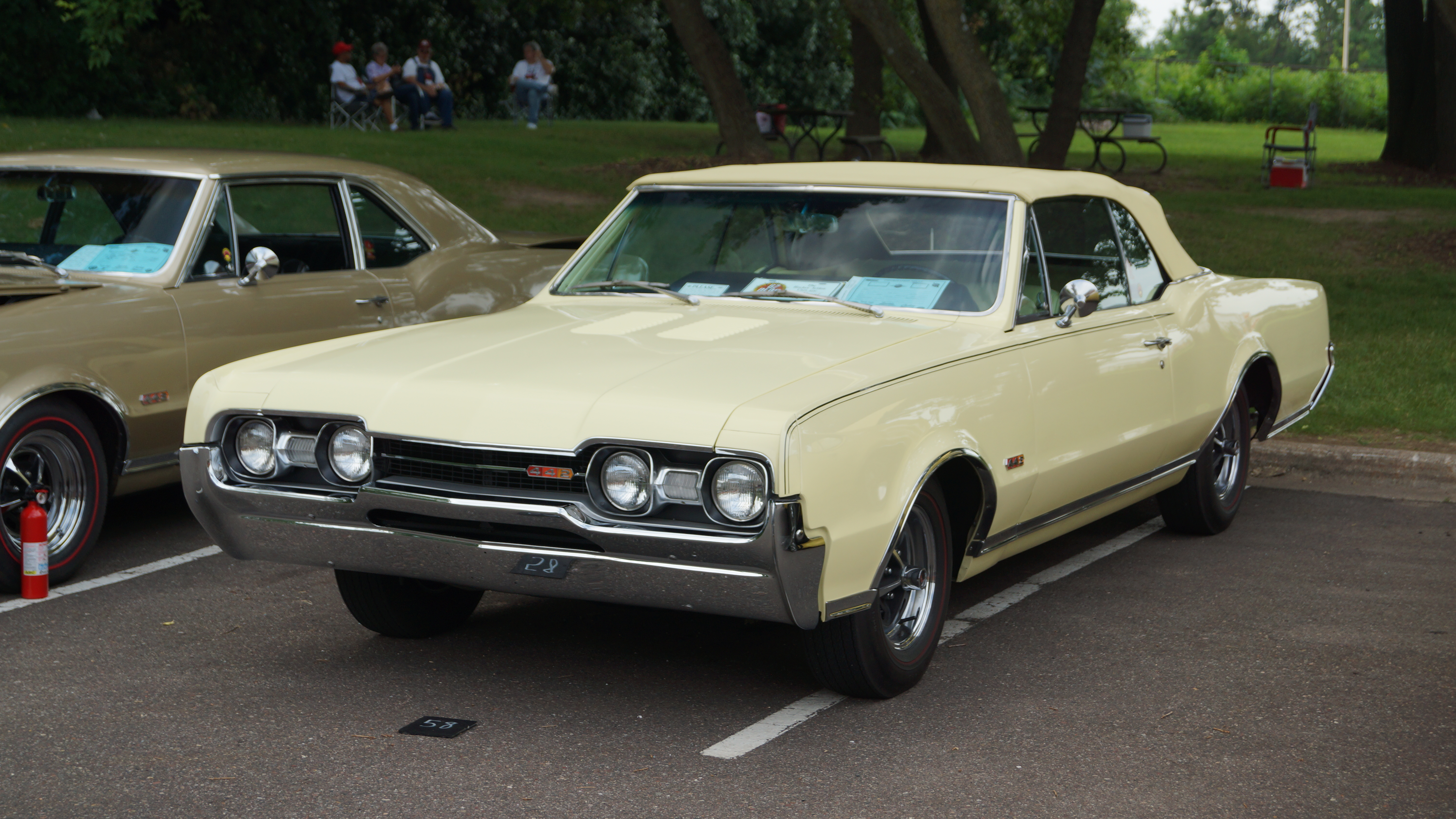
Oldsmobile 442
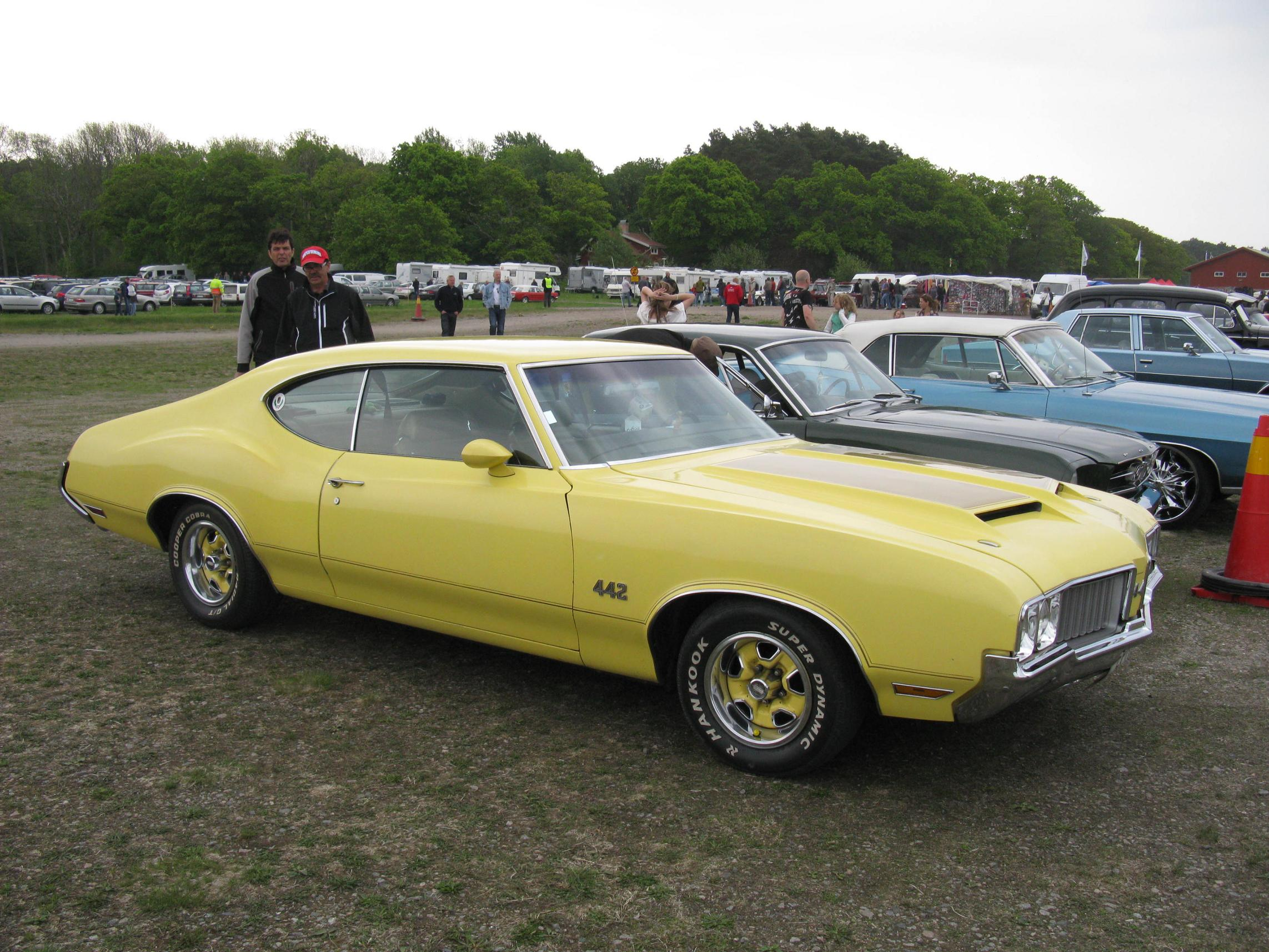
Oldsmobile 442
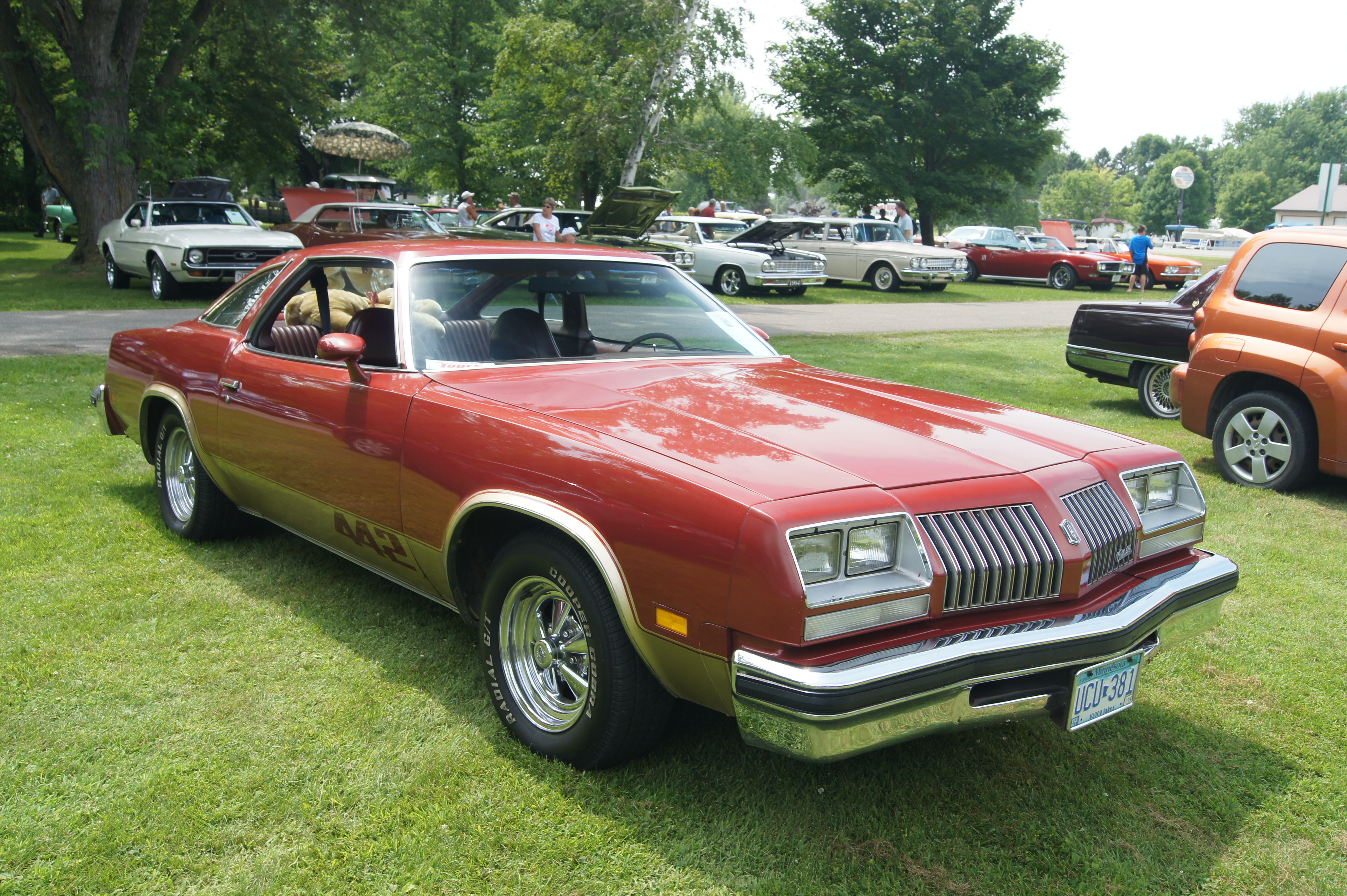
Oldsmobile 442
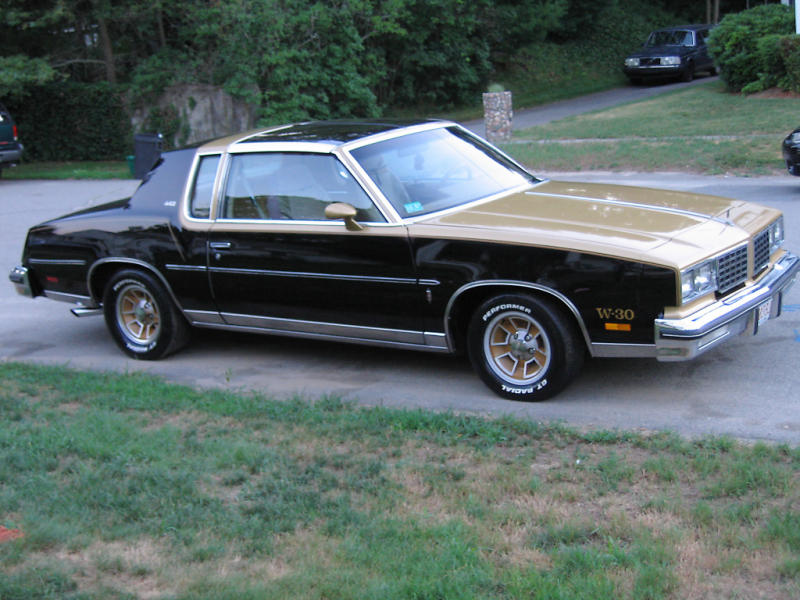
Oldsmobile 442